# Lontara
Lontara, även kallad buginesisk skrift, är ett indiskt skriftspråk, alltså härstammande från brahmi. Det har tidigare använts för att skriva vissa språk som talas på södra Sulawesi i Indonesien, framför allt de malajo-polynesiska språken buginesiska, makasar, mandar och bima. Idag används dock det latinska alfabetet i första hand, och lontara har reducerats till att användas för historiska eller ceremoniella ändamål.

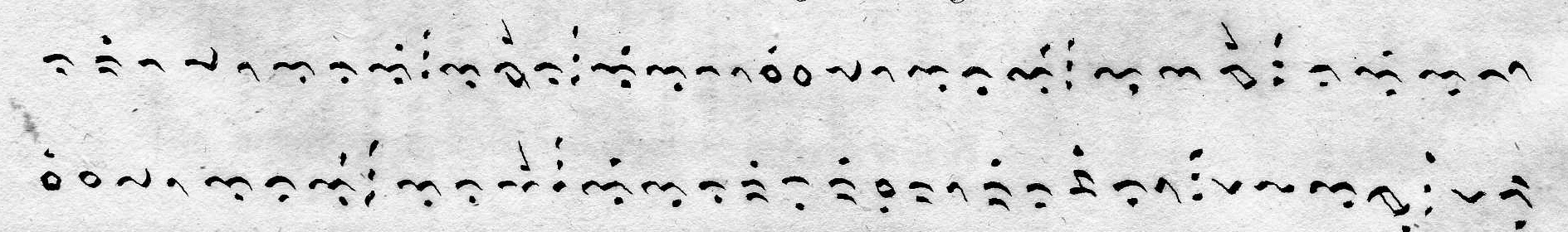
Ett textexempel på Lontara.

## Skriftens namn
Termen lontara används i språken i södra Sulawesi om både skriftspråket och skrifter som produceras med språket. I vid mening kan det användas för alla former av skrifter på buginesiska. Ordet kommer från ett malajiskt ord för palmen borassus, eller dess löv, som skrivmaterialet kom ifrån.
På buginesiska kallas skriften även ”urupu sulapa eppa", kvadratskrift.

## Struktur
Text skrivs horisontellt från vänster till höger. Liksom andra skriftspråk utvecklade ur brahmi är det en abugida där konsonanttecknen har en normalvokal, /a/. Andra vokaler anges med diakritiska tecken. Skriften har inga gemener eller versaler.
Under varje tecken nedan anges motsvarande modern stavning med latinska alfabetet samt uttal enligt IPA.
| ᨀ     | ᨁ     | ᨂ    | ᨃ      | ᨄ    | ᨅ    | ᨆ    | ᨇ     | ᨈ    | ᨉ    | ᨊ    | ᨋ     |
| ----- | ----- | ---- | ------ | ---- | ---- | ---- | ----- | ---- | ---- | ---- | ----- |
| ka    | ga    | nga  | ngka   | pa   | ba   | ma   | mpa   | ta   | da   | na   | nra   |
| /ka/  | /ga/  | /ŋa/ | /ŋka/  | /pa/ | /ba/ | /ma/ | /mpa/ | /ta/ | /da/ | /na/ | /nra/ |
| ᨌ     | ᨍ     | ᨎ    | ᨏ      | ᨐ    | ᨑ    | ᨒ    | ᨓ     | ᨔ    | ᨕ    | ᨖ    |       |
| ca    | ja    | nya  | nca    | ya   | ra   | la   | wa    | sa   | a    | ha   |       |
| /tʃa/ | /dʒa/ | /ɲa/ | /ntʃa/ | /ja/ | /ra/ | /la/ | /wa/  | /sa/ | /a/  | /ha/ |       |

Alla dessa tecken kan alltså kombineras med ett diakritiskt tecken för att ange om stavelsen har något annat vokalljud än /a/. Dessa diakriter visas nedan med konsonanten k.
| ᨀ    | ᨀᨗ    | ᨀᨘ    | ᨀᨙ      | ᨀᨚ    | ᨀᨛ    |
| ---- | ---- | ---- | ------ | ---- | ---- |
| ka   | ki   | ku   | ke, ké | ko   | ke   |
| /ka/ | /ki/ | /ku/ | /ke/   | /ko/ | /kə/ |

Traditionellt har inga ordmellanrum använts. I moderna skolböcker har dock detta införts.

## Användning
I Indonesien används idag det latinska alfabetet. Det gäller även för samtliga här nämnda språk. Lontara lärs dock ut i skolorna, och kan användas i ceremoniella sammanhang som bröllop.
Historiskt har skriften använts i helt andra sammanhang. Det finns ett mycket långt episkt diktverk på ålderdomlig bugenesiska, I La Galigo, som är välkänt i Indonesien. Det har också använts för krönikor som innehåller genealogisk data för adelsfamiljer, olika former av politiska avtal, och mycket annat.

## Unicode
I Unicode finns tecknen med i blocket Buginese, i intervallet U+1A00 ... U+1A1F. 
| Buginese Unicode.org chart (PDF) |   |   |   |   |   |   |   |   |   |   |   |   |   |   |   |   |
|                                  | 0 | 1 | 2 | 3 | 4 | 5 | 6 | 7 | 8 | 9 | A | B | C | D | E | F |
| U+1A0x                           | ᨀ | ᨁ | ᨂ | ᨃ | ᨄ | ᨅ | ᨆ | ᨇ | ᨈ | ᨉ | ᨊ | ᨋ | ᨌ | ᨍ | ᨎ | ᨏ |
| U+1A1x                           | ᨐ | ᨑ | ᨒ | ᨓ | ᨔ | ᨕ | ᨖ | ◌ᨗ | ◌ᨘ | ᨙ◌ | ◌ᨚ | ◌ᨛ |   |   | ᨞ | ᨟ |

### Fotnoter
1. ↑  De svenska namnen på buginesiska, makasar och mandar kommer från Libris. ”Språkkoder i MARC21: alfabetiskt sorterade efter kod” (HTML). Kungliga Biblioteket, Stockholm. Arkiverad från originalet den 30 juli 2021. https://web.archive.org/web/20210730051512/http://www.libris.kb.se/tjanster/katalogisering/formathandbok/sprakkoder.htm. Läst 15 augusti 2008.
2. ↑  
Kuipers, Joel (2003) (på engelska) (PDF). Indic Scripts of Insular Southeast Asia: Changing Structures and Functions. Washington DC: George Washington University. Arkiverad från originalet den 14 maj 2014. https://web.archive.org/web/20140514122716/http://home.gwu.edu/~kuipers/kuipers%20insular%20seasia%20scripts.pdf. Läst 15 augusti 2008 Arkiverad 14 maj 2014 hämtat från the Wayback Machine.
3. ↑  Scripts of the Malay Archipelago. ”The Bugis” (på engelska) (HTML). National Library Board, Singapore. Arkiverad från originalet den 21 oktober 2007. https://web.archive.org/web/20071021022618/http://exhibitions.nlb.gov.sg/aksara/1B/gallery-1b-p3.html. Läst 16 augusti 2008.
4. ↑  Andi Zainal Abidin (1971). ”Notes on the Lontara' as Historical Sources”. Indonesia (Southeast Asia Program Publications at Cornell University) 12:  sid. 159. http://www.jstor.org/pss/3350664. Läst 16 augusti 2008.
5. ↑  
United States Board on Geographic Names, Foreign Names Committee (22 augusti 2006) (på engelska) (PDF). Geographic Names Standardization Policy for Indonesia (Version 1.0). Arkiverad från originalet den 1 februari 2010. https://web.archive.org/web/20100201173755/http://earth-info.nga.mil/gns/html/Policies/Indonesia_Names_Standardization_Policy1.0.pdf. Läst 16 augusti 2008 Arkiverad 1 februari 2010 hämtat från the Wayback Machine.